# Костел Святої Дороти (Славута)
Костел Святої Дороти — пам'ятка християнської сакральної архітектури XIX століття, розташована в місті Славута Хмельницької області. Родинна усипальниця князів Санґушків.

## Історія
Будівлю костелу зведено протягом 1822–1827 років як копію костелу св. Евстахія в Парижі як родову усипальницю Санґушків. Прикінцеві будівельні роботи тривали у 1829–1831 роках. Будівельними роботами керував славутський будівничий А. Брунак. За роботи з тинкування, зокрема, високого рівня виконання декоративні елементи, відповідав невідомий на прізвище Жуковський. Металічні елементи виконали слюсарі Шостаковський і Павло Ріхтер. Малярські роботи виконав Е. Островський.
У 1839-1840 роках встановлено головний вівтар, амвони і лавки роботи антонінського теслі Ґаспара Давмановича. Автором головного вівтаря був архітектор Міклер (дивіться розділ «Архітектура»).
Підлогу виконав Михайло Камінський з Теребовлі. Камінський займався також встановленням мармурового надгробку, привезеного з Кракова і побудовою двоспадових сходів, що провадять до святині.
1841 року встановлено рококовий орган, придбаний Евстахієм Потоцьким з колишнього, зачиненого 1832 року, монастиря кармелітів у Городищі. Орган роботи Матвія Зєлінського з 1766 року, відремонтував віденський майстер Ян Зеленой.
У головному вітарі розташовувався італійський образ «Мучеництво святої Дороти», а в одному з бічних вівтарів робота «Розп'яття на хресті», виконана Войцехом Статлером на замовлення Романа Санґушка.
1917 року до костелу був перенесений образ святої Терези, що залишився неушкодженим після спалення палацу князів Санґушків.

## Поховання
У крипті костелу святої Дороти були поховані представники князівської родини Санґушків: Євстахій Санґушко, Клементина Санґушкова, Дорота Санґушківна (померла від запалення легень в Римі; забальзамоване тіло мама Климентина привезла сюди 1822 року), Роман Адам Санґушко і Роман Даміан Санґушко.

## Архітектура

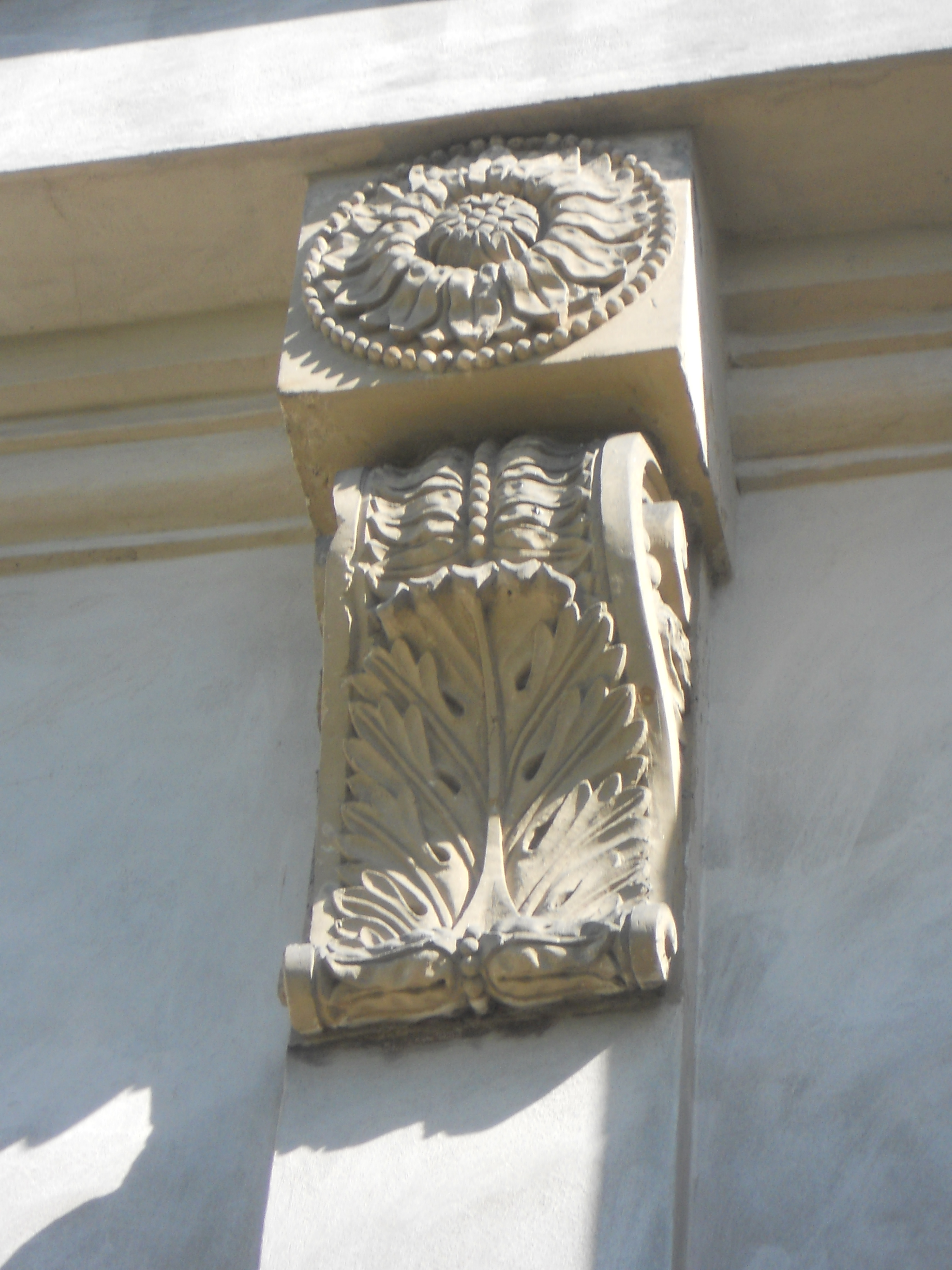
Консоль

Костел святої Дороти має досить скромне опрацювання екстер'єру. Автор проекту славутської святині використав пізньобарокову схему характерну для костелів святого Антонія Падуанського у Старій Котельні та святої Варвари в Бердичеві, подавши спрощено форму, членування і архітектурні деталі. Замкненість зовнішнього храмового фасаду різко контрастує з високого архітектурного рівня опрацюванням інтер'єром, добре вирізьбленими коринфськими капітелями, ефектним розвиненим антаблементом, увінчаним карнизом з кронштейнами і розетами роботи майстра Жуковського.
За автора головного вівтаря ймовірно слід вважати архітектора і садівника Деніса Макклера.